# Дачна поїздка сержанта Цибулі
«Дачна поїздка сержанта Цибулі» (рос. «Дачная поездка сержанта Цыбули») — український радянський комедійний художній фільм 1979 року, знятий за мотивами повісті Павла Автономова «Автограф сержанта Цибулі».

## Сюжет
Радянсько-німецька війна. Розвідник сержант Цибуля (Сергій Іванов) відправляється в «дачну поїздку»: він повинен провести інструктаж з фронтової розвідки у партизанському загоні і разом із ними підірвати міст. Але нічний парашутний стрибок Цибулі завершився великою несподіванкою: замість партизанських вогнищ він обрав вогнища, на яких два німецьких солдати обпалювали заколотих свиней, «реквізованих» у населення...

## У ролях
- Сергій Іванов — сержант Цибуля
- Володимир Олексієнко — дід Карпо
- Михайло Кокшенов — поліцай Гергало
- Надія Смирнова — Оленка
- Володя Чубарєв
- Михайло Львов — комендант Шлюге
- Ніна Реус — перекладачка, розвідниця
- Степан Олексенко — німецький офіцер
- Маргарита Криницина — тітка Єфросинія
- Борис Сабуров — дяк
- Віктор Андрієнко — есесівець, водій викраденого Цибулі БТРа
- Микола Літус, С. Свєчников, Є. Мажуга, Поліна Куманченко, С. Шеметило, М. Вольський
- В епізодах: В. Бездимніков, Геннадій Болотов (ординарець полковника), Георгій Дворников, Леонід Марченко, Ю. Мисенков, Лев Перфілов (німець), А. Помилуйко, А. Сиротенко, Анатолій Скорякин, Василь Фущич (німецький офіцер)

## Творча група
- Автори сценарію: Павло Автомонов і Віталій Шунько, за участі Миколи Літуса
- Режисери-постановники: Микола Літус, Віталій Шунько
- Оператор-постановник: Віктор Політов
- Художник-постановник: Едуард Шейкін
- Художник-декоратор: Микола Терещенко
- Композитор: Іван Карабиць
- Режисер: О. Міхєєв
- Оператор: Олексій Золотарьов
- Звукооператор: Анатолій Чернооченко
- Режисер монтажу: Р. Лорман
- Художник по гриму: В. Шикін
- Художник по костюмах: І. Жаркова
- Комбіновані зйомки: художник — Валентин Корольов, оператор — Д. Вакулюк
- Державний симфонічний оркестр УРСР, диригент — Федір Глущенко
- Редактор: Емілія Косничук
- Директор картини: Валерій Паржизек